# Danièle Boone
Danièle Boone est une journaliste et photographe française, spécialisée en voyage, nature et environnement. 
Journaliste naturaliste engagée dans la défense de la nature, membre des JNE (Association des Journalistes pour la Nature et l'Écologie), Danièle Boone collabore régulièrement aux 4 saisons (éditions Terre Vivante) où elle signe des articles sur la faune sauvage.

## Livres
- À la découverte des ours. Éditions Fleurus, Défis nature, 2024
- À la découverte des oiseaux. Éditions Fleurus, Défis nature, 2023
- Qui veut la peau des écolos ? coécrit avec Marc Giraud, Double ponctuation, 2021
- Je sauve les oiseaux - 10 missions pour ma Terre. Illustrations de Mélody Denturck. Éditions Rustica, collection RustiKid, 2020
- Accueillir les insectes dans mon jardin. Ma contribution à la biodiversité. Éditions Jouvence, 2019
- Sauvons les oiseaux - les 10 actions pour (ré)agir. Préface de Allain Bougrain Dubourg. Éditions Rustica, 2019
- Pensées pour les amoureux des chevaux. Éditions 365, 2018
- Prunelles noires des bois et des jardins - micromammifères d'ici et d'ailleurs, avec Georges Abadie. Éditions du Rat d'Or, 2016
- 365 jours de pensées pour les amoureux des chats. Éditions 365, 2013
- Jardiner au naturel (ouvrage collectif), chapitre La faune au jardin naturel. Éditions Que choisir, 2011
- Des roses. Collection Sauvegarde, Gulf Stream Éditions, 2010
- Voir la faune - découvrir et observer les animaux dans la nature. Rando Éditions, 2009
- Le piéton de Venise, dix itinéraires de découverte à pied. Rando Éditions, 2008
- Libye, terre de légendes, avec Ferrante Ferranti. Éditions de Lodi, 2007
- Le piéton de Lille, dix itinéraires de découverte à pied. Rando Éditions, 2006
- Prague, collection Géo-ville, avec Christophe Boisvieux. Éditions de Lodi, 2006
- Périgord-Quercy, avec Christophe Boisvieux. Éditions de Lodi, 2005
- Saint-Pétersbourg, collection Géo-Ville, avec Wojtek Buss. Éditions de Lodi, 2005
- L’âge d’or espagnol. Éditions Ides et Calendes, 1993
- Picasso. Éditions Hazan, 1989
- L’Art baroque. Éditions Ides et Calendes, 1988
- Camus. Éditions Veyrier, 1987
- Les dessins de Van Gogh. Éditions Veyrier, 1980

## Radio
- Nature Nièvre, chronique animalière, RCF Nièvre, novembre 2020 à juin 2022
- Planète Nièvre, mensuelle de l'environnement, RCF Nièvre, septembre 2016 à juin 2020